# 成福 (道光进士)
成福（1810年—？），字樂亭，号五齋，乌雅氏，满洲镶黄旗人。道光丁酉、己亥两科副榜，庚子科举人，乙巳科进士。

## 生平
安徽即用知县，历任桐城县署霍山县、亳州、六安，直隶州安慶府知府。因军功保举以同知直隶州用补缺，后以知府用，赏戴花翎，诰封通议大夫。

## 家庭
- 曾祖老格，头等侍卫（头等侍卫博克巴图鲁老格，乾隆二十三年随将军富德、兆惠征西域，列紫光阁五十功臣。后升副都统，乾隆二十七年犯事革职）；
- 祖塔尔善，骁骑校；
- 父阿尔金阿；
- 兄弟兴福（与安徽巡抚蒋文庆为儿女姻亲)、德福、嵩福
- 侄子文光，同治辛未进士；
- 侄孙貽穀（成福堂兄弟庆福之孙），光绪壬辰进士，正一品绥远将军、钦差大臣、理藩院尚书衔。[3]